# Empalme de proteínas
El splicing de proteínas, empalme de proteínas o ayuste de proteínas (del inglés Protein splicing, en donde splice significa en inglés empalmar o unir, ayuste es un término marinero que se refiere al empalme de dos cabos o piezas de madera) es un proceso post-traduccional de corte y empalme de una proteína precursora. Este proceso conlleva la eliminación de una secuencia de aminoácidos de la cadena polipeptídica para originar una proteína madura.
El empalme de proteínas es una reacción intramolecular de una proteína en particular en la que se elimina un segmento de proteína interno (llamado inteína) de una proteína precursora con una ligadura de proteínas externas C-terminal y N-terminal (llamadas exteínas) en ambos lados. La unión de empalme de la proteína precursora es principalmente una cisteína o una serina, que son aminoácidos que contienen una cadena lateral nucleofílica. Las reacciones de corte y empalme de proteínas que se conocen ahora no requieren cofactores exógenos o fuentes de energía como el adenosín trifosfato (ATP) o el guanosín trifosfato (GTP). Normalmente, el empalme se asocia solo con el empalme de ARNm. Esta proteína precursora contiene tres segmentos: una N-exteína seguida de la inteína seguida de una C-exteína. Una vez que ha tenido lugar el empalme, la proteína resultante contiene la N-exteína unida a la C-exteína; este producto de empalme también se denomina exteína.